# Charles Reisner
Pour les articles homonymes, voir Reisner.
Charles Reisner est un réalisateur, acteur, scénariste et producteur américain né le 14 mars 1887 à Minneapolis, Minnesota (États-Unis), mort le 24 septembre 1962 à La Jolla (Californie). Il est parfois crédité Charles F. Riesner dans certains films.

## Filmographie

### Comme réalisateur
- 1920 : A Parcel Post Husband
- 1920 : A Champion Loser
- 1920 : Dog-Gone Clever
- 1920 : The Laundry
- 1920 : A Blue Ribbon Mutt
- 1920 : A Lyin' Tamer
- 1921 : Happy Daze
- 1921 : Simple and Sweet
- 1921 : His Puppy Love
- 1921 : Milk and Yeggs
- 1921 : Won: One Flivver
- 1921 : Stuffed Lions
- 1921 : Sunless Sunday
- 1923 : The Pencil Pushers
- 1923 : Jollywood
- 1923 : Cracked Wedding Bells
- 1923 : So Long Sultan
- 1925 : La Bonne du colonel (The Man on the Box)
- 1926 : Oh What a Nurse!
- 1926 : The Better 'Ole
- 1927 : The Fortune Hunter
- 1927 : What Every Girl Should Know
- 1927 : The Missing Link
- 1928 : Ce bon monsieur Hunter (Fools for Luck)
- 1928 : Cadet d'eau douce (Steamboat Bill, Jr.)
- 1928 : Brotherly Love
- 1929 : Voisins ennemis (Noisy Neighbors) de Charles Reisner
- 1929 : Chinoiseries (China Bound)
- 1929 : Hollywood chante et danse (The Hollywood Revue of 1929)
- 1930 : Chasing Rainbows
- 1930 : The March of Time (inachevé)
- 1930 : Pension de famille (Caught Short)
- 1930 : Love in the Rough
- 1931 : Jackie Cooper's Birthday Party
- 1931 : Reducing
- 1931 : Stepping Out
- 1931 : Élection orageuse (Politics)
- 1931 : Flying High
- 1931 : The Christmas Party
- 1932 : Grand Cœur (Divorce in the Family)
- 1933 : Whistling in the Dark
- 1933 : The Chief
- 1934 : You Can't Buy Everything
- 1934 : The Show-Off
- 1934 : Hollywood Party
- 1934 : Student Tour
- 1935 : The Winning Ticket
- 1935 : It's in the Air
- 1936 : Everybody Dance
- 1937 : Murder Goes to College
- 1937 : Sophie Lang s'évade (Sophie Lang Goes West)
- 1937 : Manhattan Merry-Go-Round
- 1939 : Reine d'un jour (Winter Carnival)
- 1940 : Alex in Wonderland
- 1941 : Les Marx au grand magasin (The Big Store)
- 1942 : Le Souvenir de vos lèvres (This Time for Keeps)
- 1943 : Harrigan's Kid
- 1944 : Meet the People
- 1944 : Aventures au harem (Lost in a Harem)
- 1945 : Bus Pests
- 1948 : The Cobra Strikes
- 1948 : In This Corner
- 1950 : The Traveling Saleswoman (en)

### Comme acteur
- 1916 : His First False Step
- 1916 : His Lying Heart
- 1918 : Une vie de chien (A Dog's Life) : Employment agency clerk
- 1919 : Une journée de plaisir (A Day's Pleasure) : Bit Part in street scene
- 1921 : Le Kid : Bully
- 1921 : Simple and Sweet
- 1921 : His Puppy Love
- 1921 : Milk and Yeggs
- 1921 : Won: One Flivver
- 1921 : Stuffed Lions
- 1923 : Le Pèlerin (The Pilgrim) : Howard Huntington, Crook
- 1923 : The Pencil Pushers
- 1923 : Jollywood
- 1923 : Breaking Into Society : Pittsburgh Kid
- 1923 : Cracked Wedding Bells
- 1923 : So Long Sultan
- 1923 : Her Temporary Husband de John McDermott : Hector
- 1924 : A Self-Made Failure (en) de William Beaudine : Spike Malone
- 1924 : All's Swell on the Ocean
- 1924 : So This Is Paris
- 1924 : Bring Him In
- 1924 : The Title Holder
- 1925 : Justice of the Far North : Mike Burke
- 1925 : La Bonne du colonel (The Man on the Box) : Badkoff

### Comme scénariste
- 1947 : Bury Me Dead
- 1920 : The Laundry
- 1926 : The Better 'Ole
- 1930 : Chasing Rainbows
- 1931 : Flying High

### Comme producteur
- 1935 : The Winning Ticket
- 1947 : L'Engrenage fatal (Railroaded!)